# 警中英雄
《警中英雄》，中国大陆警匪剧，导演孙波，主演赵恒煊、王玉璋、高婷婷、孙赢、范雨林。2008年9月22日20点起在天津电视台影视频道每晚黄金时间全国首播。

## 剧情
该剧讲述中国大陆沿海一个城市里，警察和黑社会毒枭之间斗智斗勇的故事。

## 演出
| 演员   | 角色   | 备注     |
| 赵恒煊 | 丁洛山 | 公安局长 |
| 焦体怡 | 周迎竹 |          |
| 王玉璋 | 刘勇   |          |
| 高婷婷 | 冷赫男 |          |
| 孙赢   | 乔惠娟 |          |
| 范雨林 | 罗大伟 |          |
| 岳旸   | 刘冰冰 |          |
| 张笑君 | 高猛   |          |
| 王志刚 | 祝春明 |          |
| 那笛   | 麦莉丝 | 国际杀手 |

## 制作
该剧是歌颂公安警察执法为民的献礼剧。被誉为塑造了新时代的警察形象。